# Chaplin v zábavním parku
Chaplin v zábavním parku (v anglickém originále Kid Auto Races at Venice) je americká filmová groteska společnosti Keystone z roku 1914 s Charlesem Chaplinem v hlavní roli. V tomto filmu se Chaplin poprvé představil ve své typické roli Tuláka.

## Úvod
Polodokumentární, exteriérový film byl natočen režisérem Lehrmanem 10. ledna 1914 v době konání skutečných závodů dětských aut na pláži losangeleské čtvrti Venice. Film, který zaznamenává improvizované výstupy Chaplina mezi náhodnými návštěvníky těchto automobilových závodů, měl premiéru 7. února 1914. Tohoto dne se Charlie Chaplin poprvé divákům představil v nové masce - kostýmu Tuláka. Přesto není tento film prvním s touto postavou. Tím se stal film Chaplin v hotelu (Mabel's Strange Predicament; 1914), který byl natočen o několik dní dříve než Chaplin v zábavním parku, ale do kin byl uveden o dva dny později. Ačkoli Chaplin v průběhu následujících let postavu tuláka obohatil o charakterové rysy, její vnější vzhled, až na malé výjimky, zůstal v podstatě stejný. Během svého keystonského období nicméně nevystupoval vždy jako Tulák, vytváří i zcela odlišné postavy ve filmech jako Chaplin má sólo (Tango Tangles; 1914), Chaplin obětí nešťastné lásky (Cruel, Cruel Love; 1914), Chaplin na závodišti (Mabel at the Wheel; 1914) nebo Chaplin honí dolary (Tillie's Punctured Romance; 1914), které ale pro jeho umělecký vývoj znamenají vždy krok zpět.

## Synopse
Ve Venice v Kalifornii se shromáždil obrovský dav lidí, který přišel sledovat závod dětských automobilů. Jedním z diváků je i Tulák (Chaplin), který zpozoroval přítomnost filmového režiséra (Lehrman) a jeho kameramana (Frank D. Williams), kteří se snaží natočit co nejlepší záběry zachycující tuto událost. Tulák se usilovně snaží dostat do záběru, ale je neustále upozorňován, aby šel z cesty. Odhodlán se ve filmu objevit, nepolevuje ve své snaze a neustále se vrací a promenáduje před kamerou a dráždí tak režiséra, který se posléze uchyluje i k násilí.

## Obsazení
| Charlie Chaplin       | Tulák           |
| Henry Lehrman         | filmový režisér |
| Frank D. Williams     | kameraman       |
| Billy Jacobs          | chlapec         |
| Charlotte Fitzpatrick | dívka           |
| Thelma Salter         | dívka           |
| Gordon Griffith       | chlapec         |

## Zajímavosti
- vztah mezi režisérem a postavou Tuláka na plátně není nepodobný tomu jaký měli Chaplin a Lehrman mimo plátno. Neshody mezi Lehrmanem a Chaplinem narůstaly s každým jejich dalším společným filmem, jelikož si Chaplin vymohl dovolení zasahovat i do režie. Lehrman natočil pro společnost Keystone natočil ještě asi čtyři filmy a pak následoval herce Forda Sterlinga k jeho nové filmové společnosti.
- Gordon Griffith, který se objevil v dětských rolích v několika Chaplinových filmech, se v roce 1918 stal prvním, kdo se na filmovém plátně objevil v roli Tarzana.
- film byl do kin uveden jako jednocívkový společně s populárně naučným snímkem Olives and their Oil.